# Самсула-Спрус-Крік (Флорида)
Самсула-Спрус-Крік (англ. Samsula-Spruce Creek) — переписна місцевість (CDP) в США, в окрузі Волусія штату Флорида. Населення — 4877 осіб (2020).

## Географія
Самсула-Спрус-Крік розташована за координатами 29°3′6″ пн. ш. 81°3′45″ зх. д. / 29.05167° пн. ш. 81.06250° зх. д. (29.051796, -81.062620).  За даними Бюро перепису населення США в 2010 році переписна місцевість мала площу 45,21 км², з яких 45,11 км² — суходіл та 0,10 км² — водойми.

## Демографія
Згідно з переписом 2010 року, у переписній місцевості мешкало 5047 осіб у 2193 домогосподарствах у складі 1580 родин. Густота населення становила 112 осіб/км².  Було 2613 помешкання (58/км²).
Расовий склад населення:
| - 96,9 % — білих - 1,3 % — азіатів - 0,7 % — чорних або афроамериканців - 0,2 % — корінних американців |

До двох чи більше рас належало 0,5 %. Частка іспаномовних становила 2,3 % від усіх жителів.
За віковим діапазоном населення розподілялося таким чином: 13,8 % — особи молодші 18 років, 58,6 % — особи у віці 18—64 років, 27,6 % — особи у віці 65 років та старші. Медіана віку мешканця становила 54,1 року. На 100 осіб жіночої статі у переписній місцевості припадало 103,3 чоловіків;  на 100 жінок у віці від 18 років та старших — 103,1 чоловіків також старших 18 років.
Середній дохід на одне домашнє господарство  становив 120 050 доларів США (медіана — 85 843), а середній дохід на одну сім'ю — 116 992 долари (медіана — 94 758). Медіана доходів становила 51 653 долари для чоловіків та 37 713 долари для жінок. За межею бідності перебувало 6,2 % осіб, у тому числі 12,1 % дітей у віці до 18 років та 2,9 % осіб у віці 65 років та старших.
Цивільне працевлаштоване населення становило 2992 особи. Основні галузі зайнятості: будівництво — 19,2 %, освіта, охорона здоров'я та соціальна допомога — 14,8 %, роздрібна торгівля — 11,4 %, науковці, спеціалісти, менеджери — 11,0 %.